# Thilouze
Thilouze és un municipi francès, situat al departament de l'Indre i Loira i a la regió de Centre – Vall del Loira. L'any 2007 tenia 1.438 habitants.

## Demografia

### Població
El 2007 la població de fet de Thilouze era de 1.438 persones. Hi havia 518 famílies, de les quals 86 eren unipersonals (51 homes vivint sols i 35 dones vivint soles), 156 parelles sense fills, 245 parelles amb fills i 31 famílies monoparentals amb fills.
La població ha evolucionat segons el següent gràfic:
Habitants censats

### Habitatges
El 2007 hi havia 594 habitatges, 525 eren l'habitatge principal de la família, 28 eren segones residències i 41 estaven desocupats. 576 eren cases i 11 eren apartaments. Dels 525 habitatges principals, 438 estaven ocupats pels seus propietaris, 81 estaven llogats i ocupats pels llogaters i 6 estaven cedits a títol gratuït; 4 tenien una cambra, 18 en tenien dues, 69 en tenien tres, 137 en tenien quatre i 297 en tenien cinc o més. 431 habitatges disposaven pel capbaix d'una plaça de pàrquing. A 187 habitatges hi havia un automòbil i a 314 n'hi havia dos o més.

### Piràmide de població
La piràmide de població per edats i sexe el 2009 era:
| Homes | Edats   | Dones |
| ----- | ------- | ----- |
| 0     | 95 o +  | 4     |
| 4     | 90 a 94 | 8     |
| 4     | 85 a 89 | 4     |
| 4     | 80 a 84 | 16    |
| 4     | 75 a 79 | 8     |
| 20    | 70 a 74 | 20    |
| 32    | 65 a 69 | 24    |
| 24    | 60 a 64 | 32    |
| 28    | 55 a 59 | 16    |
| 28    | 50 a 54 | 32    |
| 56    | 45 a 49 | 44    |
| 56    | 40 a 44 | 40    |
| 48    | 35 a 39 | 48    |
| 44    | 30 a 34 | 48    |
| 48    | 25 a 29 | 48    |
| 28    | 20 a 24 | 24    |
| 36    | 15 a 19 | 56    |
| 32    | 10 a 14 | 28    |
| 36    | 5 a 9   | 48    |
| 24    | 0 a 4   | 24    |

## Economia
El 2007 la població en edat de treballar era de 933 persones, 763 eren actives i 170 eren inactives. De les 763 persones actives 726 estaven ocupades (391 homes i 335 dones) i 37 estaven aturades (14 homes i 23 dones). De les 170 persones inactives 60 estaven jubilades, 56 estaven estudiant i 54 estaven classificades com a «altres inactius».

### Ingressos
El 2009 a Thilouze hi havia 562 unitats fiscals que integraven 1.531,5 persones, la mediana anual d'ingressos fiscals per persona era de 18.483 €.

### Activitats econòmiques
Dels 49 establiments que hi havia el 2007, 2 eren d'empreses alimentàries, 1 d'una empresa de fabricació d'altres productes industrials, 18 d'empreses de construcció, 10 d'empreses de comerç i reparació d'automòbils, 2 d'empreses de transport, 1 d'una empresa d'hostatgeria i restauració, 2 d'empreses d'informació i comunicació, 3 d'empreses immobiliàries, 4 d'empreses de serveis, 4 d'entitats de l'administració pública i 2 d'empreses classificades com a «altres activitats de serveis».
Dels 21 establiments de servei als particulars que hi havia el 2009, 1 era una oficina de correu, 1 taller de reparació d'automòbils i de material agrícola, 2 paletes, 2 guixaires pintors, 1 fusteria, 4 lampisteries, 7 electricistes, 1 perruqueria, 1 agència immobiliària i 1 saló de bellesa.
Dels 2 establiments comercials que hi havia el 2009, 1 era una gran superfície de material de bricolatge i 1 una botiga de menys de 120 m².
L'any 2000 a Thilouze hi havia 35 explotacions agrícoles que ocupaven un total de 2.652 hectàrees.

## Equipaments sanitaris i escolars
L'únic equipament sanitari que hi havia el 2009 era una farmàcia.
El 2009 hi havia una escola elemental.

## Poblacions més properes
El següent diagrama mostra les poblacions més properes.